# Honda Fuchi
Honda Fuchi (sinh ngày 10 tháng 5 năm 2001) là một cầu thủ bóng đá người Nhật Bản.

## Sự nghiệp câu lạc bộ
Honda Fuchi hiện đang chơi cho Sagan Tosu.